# Kulturális, oktatási és tudományos együttműködési egyezmény Magyarország és Mongólia között
Magyarország és Mongólia között 1996-ban jött létre együttműködési egyezmény, amely a kultúra, az oktatás, a tudomány és a sport területeire vonatkoztatva fogalmazott meg átfogóbb kooperációt. A dokumentummal az addigi baráti, ám szinte kizárólag gazdasági együttműködésre szorítkozó magyar-mongol kapcsolatokat kívánták mélyíteni.

## Egyezmény a Magyar Köztársaság Kormánya és Mongólia Kormánya között a kultúra, az oktatás, a tudomány és a sport területén történő együttműködésről[1]

### Háttér
A Magyar Köztársaság Kormánya és Mongólia Kormánya között 1996. szeptember 27-én, Ulánbátorban született meg a kultúra, az oktatás, a tudomány és a sport területén történő együttműködésről szóló egyezmény. A megállapodás Magyarország részéről 2005. április 22-én lépett hatályba nemzetközi jogi szempontból, és a 161/2007. (VI. 27.) Korm. rendelet hirdette ki. Alapvetően öt évre szólt, érvénye pedig automatikusan meghosszabbodik további öt évre, ha a felek nem mondják fel az egyezményt a lejáratát megelőzően legalább hat hónappal.

### Az egyezmény tartalma
A dokumentum elsődleges célja a kölcsönös megértés és a közös kulturális hagyományok ápolásának elősegítése.
A két ország támogatja a különböző területeken megvalósuló együttműködést célzó egyezmények, projektek, programok, konferenciák, expedíciók létrejöttét, tudományos tevékenységet folytató egyének képzését és cseréjét, valamit eszközök és információk megosztását. Az egyezmény továbbá kilátásba helyezi egy olyan megállapodás előkészítését, amely a két országban kiadott képzettséget és tudományos fokozatot igazoló okiratok kölcsönös elismerését célozná meg. Ezenkívül támogatják egymás nemzeti nyelveinek elsajátítását.
Az Egyezmény a kultúra és a művészetek támogatására is kitér. Előírja, hogy segíteni kell a múzeumi projektek, kiállítások, irodalmi és filmművészeti események létrejöttét, valamint fejleszteni többek között a magyar és mongol sajtó- és hírügynökségek, ifjúsági szervezetek közötti kapcsolatokat is.
A két ország sportszervezetei és egyesületei között épülő kapcsolatokon is különös hangsúly van, amit sportszakemberek cseréjével még nyomatékosabbá lehet tenni.
Az együttműködés pénzügyi feltételeiről együttműködési munkatervben dönthet a magyar és a mongol fél.